# 獵戶座θ1C
獵戶座θ1C（θ1 Orionis C）是位於獵戶座星雲內的疏散星團，獵戶四邊形星團中的一員。這顆恆星C是在這個星團心臟4顆中質量最大也最亮的一顆。它是O型主序星，並且有幾顆B型主序星的伴星。它的高光度和距離（大約1,500光年）使他的視星等為5.1等。 
獵戶座θ1包含數顆恆星，主要是由梯形星團彼此相距約1弧分的4顆恆星組成。獵戶座θ2是距離更遠的一個恆星集團，有三顆主要的恆星和幾顆微弱的伴星，與獵戶座θ1相距1-2弧。
獵戶座θ1C本身就是兩顆大質量恆星，C1和C2，再加上一顆看似逃逸，但非常靠近的微弱伴星的聯星系統。
獵戶座θ1C1負責生成大部分的紫外線，並使獵戶座大星雲緩慢的電離（或許是光致蒸發）。這些紫外線也是獵戶座星雲被照亮和發光的主要原因。這顆恆星吹出強烈的恆星風，強度超過太陽風數十萬倍，氣體向外吹送的速度在1,000 km/s。